# Журавский, Роман Петрович
Роман Петрович Жура́вский (3 июня 1948, Львов — 19 февраля 2017, Львов) — советский футболист, центральный защитник, чемпион СССР 1971 года в составе киевского «Динамо». Всего в высшей лиге СССР сыграл 31 матч и забил 1 гол. Мастер спорта СССР (1971).

## Биография
Воспитанник львовской ДЮСШ № 4, первый тренер — Святослав Михайлович Канич.
На взрослом уровне начинал играть в футбол во львовском СКА, в том числе в 1968 году сыграл 15 матчей и забил один гол во второй группе класса «А». В течение следующих двух сезонов выступал за «Автомобилист» из Житомира.
В 1971 году перешёл в киевское «Динамо». Дебютировал в официальных матчах 16 марта 1971 года в игре Кубка СССР против «Алги», отыграв полный матч. В чемпионате СССР первый матч сыграл 8 апреля 1971 года против бакинского «Нефтчи», выйдя на замену на 75-й минуте. В ходе сезона сыграл 15 матчей в чемпионате страны (из них только 4 — полностью) и четыре матча в Кубке и стал вместе с командой чемпионом СССР. Покинул команду по окончании сезона, не выдержав конкуренции за позицию со Стефаном Решко и Вадимом Соснихиным, тем не менее получил всесоюзный приз «Лучший дебютант сезона» среди защитников.
В 1972 году выступал за львовские «Карпаты», также игравшие в высшей лиге. В составе клуба стал полуфиналистом Кубка СССР 1972 года, принимал участие в восьми матчах, в том числе в обеих полуфинальных играх против московского «Спартака». В чемпионате страны сыграл в 16 матчах и забил один гол — 6 июля 1972 года в ворота «Нефтчи». В начале следующего сезона провёл только один матч в Кубке СССР и покинул команду.
В последние годы карьеры выступал в низших дивизионах за «Автомобилист» (Житомир), «Металлист» (Харьков) и «Спартак» (Ивано-Франковск), а также на любительском уровне за команды города Стрый. В возрасте 27 лет завершил спортивную карьеру.
Выступал за сборную Украинской ССР.
В последние годы жил в Брюховичах под Львовом.